# Rybitwa brunatnogrzbieta

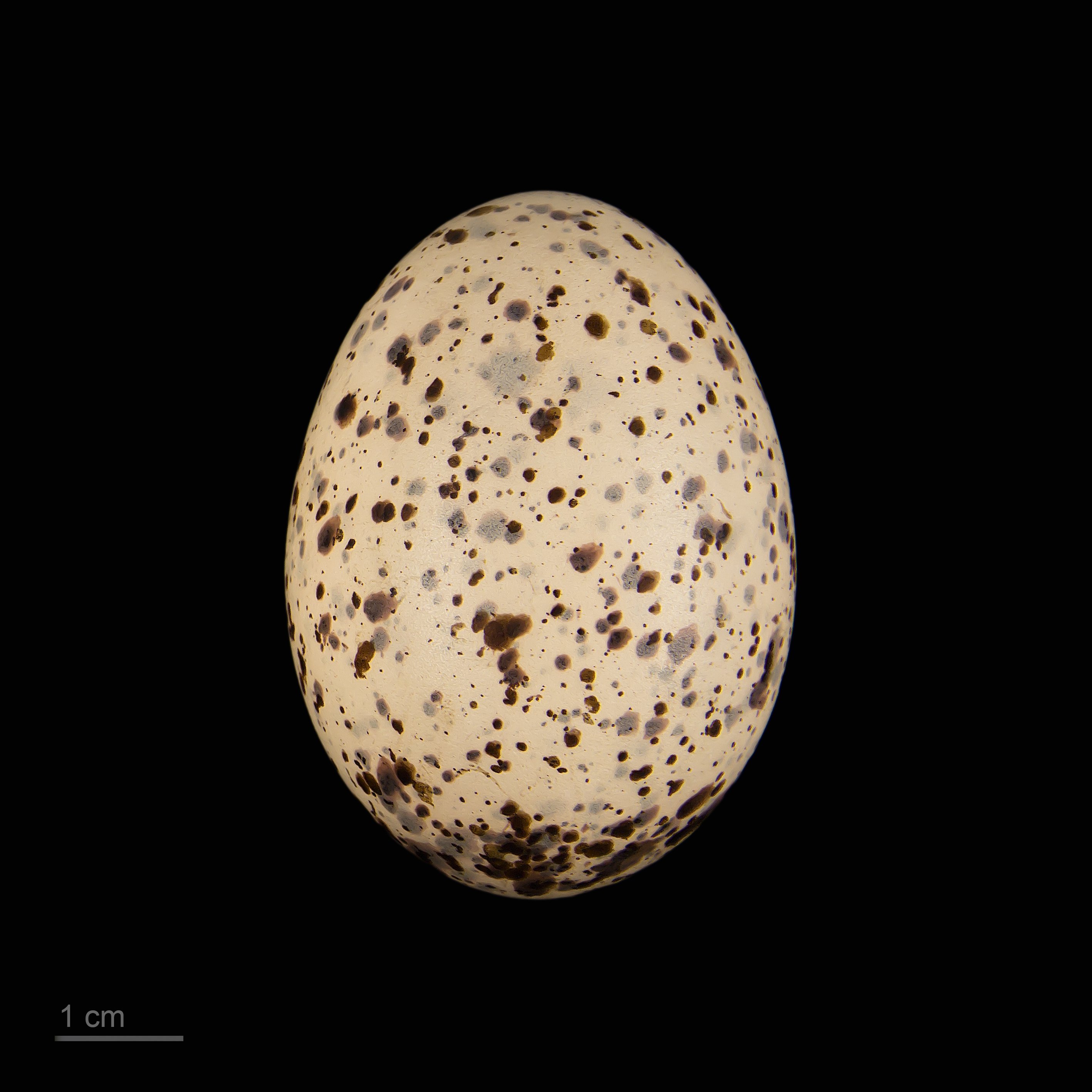
Jajo z kolekcji muzealnej

Rybitwa brunatnogrzbieta (Onychoprion anaethetus) – gatunek średniej wielkości ptaka z rodziny mewowatych (Laridae), zamieszkujący wody i wybrzeża stref klimatów równikowych i zwrotnikowych, w tym m.in. Karaiby, Amerykę Centralną, zachodnią i wschodnią Afrykę, Morze Czerwone, Zatokę Perską, Azję Południowo-Wschodnią i Australazję. Większość populacji jest wędrowna i po sezonie lęgowym rozprasza się po morzach i oceanach.
SystematykaMiędzynarodowy Komitet Ornitologiczny (IOC) wyróżnia cztery podgatunki rybitwy brunatnogrzbietej:
- Onychoprion anaethetus melanopterus (Swainson, 1837) – Morze Karaibskie i zachodnia Afryka;
- Onychoprion anaethetus antarcticus (Lesson, 1831) – Morze Czerwone, Zatoka Perska i zachodni Ocean Indyjski;
- Onychoprion anaethetus anaethetus (Scopoli, 1786) – wschodni Ocean Indyjski i zachodni Pacyfik;
- Onychoprion anaethetus nelsoni (Ridgway, 1919) – zachodnie wybrzeża Meksyku i Ameryki Centralnej.

RozmiaryDługość ciała 37–42 cm, rozpiętość skrzydeł 65–72 cm.
PożywienieŻywi się głównie kałamarnicami, rybami do 6 cm długości, skorupiakami, sporadycznie owadami wodnymi i mięczakami.
StatusMiędzynarodowa Unia Ochrony Przyrody (IUCN) uznaje rybitwę brunatnogrzbietą za gatunek najmniejszej troski (LC – Least Concern). Liczebność światowej populacji w 2006 roku szacowano na 610 000 – 1 500 000 osobników, w tym około 400 000 – 1 000 000 osobników dorosłych. Globalny trend liczebności populacji nie jest znany.